# Niels Elkær-Hansen
Niels Elkær-Hansen (* 19. Oktober 1915 in Frederiksberg, Sorø; † 27. Mai 2007) war ein dänischer Verwaltungsbeamter, der unter anderem von 1954 bis 1961 Reichsombudsmann auf den Färöern war und während dessen dortigen Amtszeit es 1955 zum Aufstand von Klaksvík kam. Im Anschluss war er zwischen 1961 und 1985 Amtmann von Bornholms Amt.

## Leben
Niels Elkær-Hansen, Sohn des Lehrers Hans Jørgen Hansen (1876–1947) und Anna Elkjær (1880–1960), besuchte die 1586 gegründete Sorø Akademi, eine der ältesten Schulen Dänemarks. Er begann daraufhin 1934 ein Studium der Politikwissenschaften, welches er 1940 als Candidatus rerum politicarum beendete, und trat im Anschluss als Mitarbeiter in das Landwirtschaftsministerium (Landbrugsministeriet) ein. Er war zwischen 1941 und 1942 Sekretär im Sozialministerium (Socialministeriet), 1942 Sekretär in der Abteilung für Zölle und Verbrauchsteuern des Landwirtschaftsministeriums und danach zwischen 1942 und 1946 erst Sekretär sowie zuletzt seit 1945 als Fuldmægtig Sachbearbeiter im Amt für Preise (Prisdirektoratet). Anschließend war er von 1946 bis 1948 Sekretär des Wirtschaftsrates der Arbeiterbewegung (Arbejderbevægelsen) sowie von zwischen 1948 und 1953 Sekretär der Verfassungskommission (Forfatningskommissionen). Er war außerdem 1952 Mitglied der Jugendkommission und zwischen 1952 und 1954 Mitglied des Exekutivkomitees der Dänischen Gesellschaft (Det Danske Selskab). Zugleich war er von 1948 bis 1950 Ministerialsekretär von Premierminister Hans Hedtoft und fungierte nach dem Regierungswechsel zwischen 1950 und 1953 Büroleiter im Ministerium des Premierministers Erik Eriksen mit der Zuständigkeit für die Färöer-Inseln. Er war außerdem Mitglied des Ausschusses des Premierministers für die Währungsbeziehungen der Färöer-Inseln und leitete die Gründung eines färöischen Hypothekenkreditinstituts ein.
1954 wurde Elkær-Hansen von Cai A. Vagn-Hansen das Amt zum Reichsombudsmann auf den Färöern ernannt und damit Vertreter des Königreichs Dänemark auf den weitgehend autonomen Färöer-Inseln im Nordatlantik. Er bekleidete dieses Amt bis 1961 und wurde daraufhin von Mogens Wahl abgelöst. Darüber hinaus war er in dieser Zeit Vorsitzender des Steuerausschusses des Løgting, des Parlaments der Färöer-Inseln, sowie kraft Amtes auch Vorstandsvorsitzender des Königin-Alexandra-Krankenhauses in Tórshavn, des Suðuroy-Krankenhauses und des Klaksvík-Krankenhauses. Ferner war er auch Vorstandsmitglied der Färöischen Kriegsversicherung (Kærøske krigsforsikring), des Hypothekenkreditinstituts der Färöer (Færøernes realkreditinstitut) und des Dänisch-Färöischen Kulturfonds (Dansk-færøsk kulturfond). Während seiner Amtszeit als Regierungsombudsmann kam es zum sogenannten „Aufstand von Klaksvík“. Bei diesem Klaksvíksstríðið widersetzte sich 1955 die Lokalbevölkerung einem Beschluss der dänischen Behörden, dessen Auslöser die Kündigung Olaf Halvorsens war. Halvorsen war Chefarzt im Krankenhaus von Klaksvík, der zweitgrößten Stadt auf den Färöern. Die Kündigung des ehemaligen Anhängers des Nationalsozialismus geschah gegen den Willen der Einwohner. Um den Streit zu schlichten, wurden im April 1955 aus Dänemark 120 Polizisten in die Stadt entsendet. Die Einwohner erwiderten das mit der Verminung des Hafens. Bevor es zur Konfrontation kam, verständigte man sich auf einen vorläufigen Kompromiss. Eine erneute Eskalation im Herbst 1955 gipfelte in einem Attentat auf den färöischen Ministerpräsidenten Kristian Djurhuus, der unversehrt blieb. Der Ärztestreit war der auslösende Faktor, doch ging es eigentlich um die Frage der färöischen Unabhängigkeit gegenüber dem dänischen Mutterland.
Als die dänische Regierung ihn 1961 zum Amtmann (Amtmand) von Bornholms Amt ernennen wollte, protestierten Bornholmer Anwälte mit Verweis auf die Verordnung von 1821, die ausschließlich Absolventen eines Studiums der Rechtswissenschaften das ausschließliche Recht auf die Ernennung zum Amtmann in einem Amtsbezirk einräumte. Im Normingslov 1961 wurde eine Ausnahmegenehmigung von der genannten Verordnung erteilt, und am 1. August 1961 trat Niels Elkær-Hansen als erster Absolvent eines Studiums der Politikwissenschaften als Nachfolger von Poul Christian von Stemann das Amt des Amtsmanns von Bornholms Amt an. Er bekleidete diese Funktion bis 1985 und wurde daraufhin von Johan Erichsen abgelöst. Während dieser Zeit war er zwischen 1961 und 1978 Vorsitzender des Naturschutzplanausschusses für Bornholms Amt, von 1962 bis 1965 auch Vorsitzender des Dänischen Wirtschaftsverbandes (Danske økonomers forening) sowie zwischen 1964 und 1996 Vorstandsvorsitzender des Bornholmer Museumsvereins(Bornholms museumsforening). Daneben wurde er zwischen 1968 und 1980 in zahlreiche Ministerausschüssen und -kommissionen zu verschiedenen aktuellen politischen Themen berufen. Des Weiteren wurde er 1968 Vorsitzender des Fremdenverkehrsverbandes Bornholms (Bornholms turistforening) und fungierte zwischen 1970 und 1986 als Vorstandsvorsitzender des Wirtschaftsrats von Bornholm (Bornholms erhvervsråd). In diesen Funktionen befasste er sich mit der wirtschaftlichen Entwicklung der Insel Bornholm und ihrer unbewohnten sechs Nebeninseln.
Niels Elkær-Hansen war seit dem 3. Januar 1968 mit der Keramikkünstlerin Grethe Lindblad verheiratet.

## Veröffentlichungen
- Bedriftsøkonomi, 1946
- Sporten i Danmark i sociologisk belysning, Mitautoren H. Andersen, Aa. Bo und A. Sonne, 1957
- Færøerne. Natur-kultur-økonomi, 1959
- Bornholms museumsforening 1893–1993, 1993